# Guy Arnoux
Pour les articles homonymes, voir Arnoux.
Guy Arnoux, né le 26 août 1886 à Paris 7e et mort le 5 août 1951 à Ardon (Loiret), est un artiste, illustrateur et graphiste français.

## Biographie
Guy Arnoux est avant tout un illustrateur, un imagier et un affichiste. L'illustration d'ouvrages constitue la majorité de son œuvre.
Guy Arnoux a illustré près de quatre-vingts livres dont plusieurs grands formats d'une remarquable qualité d'impression publiés chez Devambez.
Il fait partie  du Cercle des Mortigny, fondé par Dimitri d'Osnobichine, en 1908, qui regroupe de nombreux artistes et habitués de la vie parisienne : Paul Poiret, Bernard Boutet de Monvel, Pierre Brissaud, Georges Villa, Joë Hamman, Lucien-Victor Guirand de Scevola, Joseph Pinchon, André Warnod, Pierre Troisgros, Jean Routier, Henri Callot, Pierre Falize, Pierre Prunier, cercle qui fonctionne jusque dans les années 1950.

## Production pendant la Première Guerre mondiale

### Des images de propagande
Il est mobilisé en 1914 dans l’artillerie mais en ressort blessé en 1918.
Tout au long de la Première Guerre mondiale, il produit une oeuvre patriotique qui touche à divers domaines de l’art décoratif  décors pour les paquebots (dont Le Lafayette en 1930), publicités, jeux, affiches, menus, programmes, costumes, éventails, foulards, et même des chaussures. Son trait est reconnaissable par l’exécution de petites figures détaillées aux contours épais et noirs, rehaussées d’aplats de couleurs vives réalisées à l’aquarelle. Il a également conçu un caractère d'imprimerie, intitulé Guy-Arnoux capitale, qu'il a réalisé en 1914 à la demande de Georges Peignot pour la Fonderie G. Peignot & Fils.
Il réalise ainsi de nombreuses illustrations, dessins et affiches de propagande durant cette période.

Dès 1914, il produit de nombreux albums mettant en avant la gloire militaire de la France. Ainsi, à travers ses illustrations, il représente l’engagement des soldats et marins français. Une grande part de sa production s’attache également à incarner le quotidien des combattants - comme dans l’estampe L’arrivée du vaguemestre datée de 1915 - mais aussi de la population restée à l’arrière, comme dans l’ensemble de papier à lettres intitulé Pochette de la Marraine qu’il réalise en 1916.   

Guy ARNOUX, Pochette de la Marraine, 1916, Nanterre, La contemporaine - Ensemble de papier à lettre sur le thème de la vie quotidienne dans le contexte de la Première Guerre mondiale
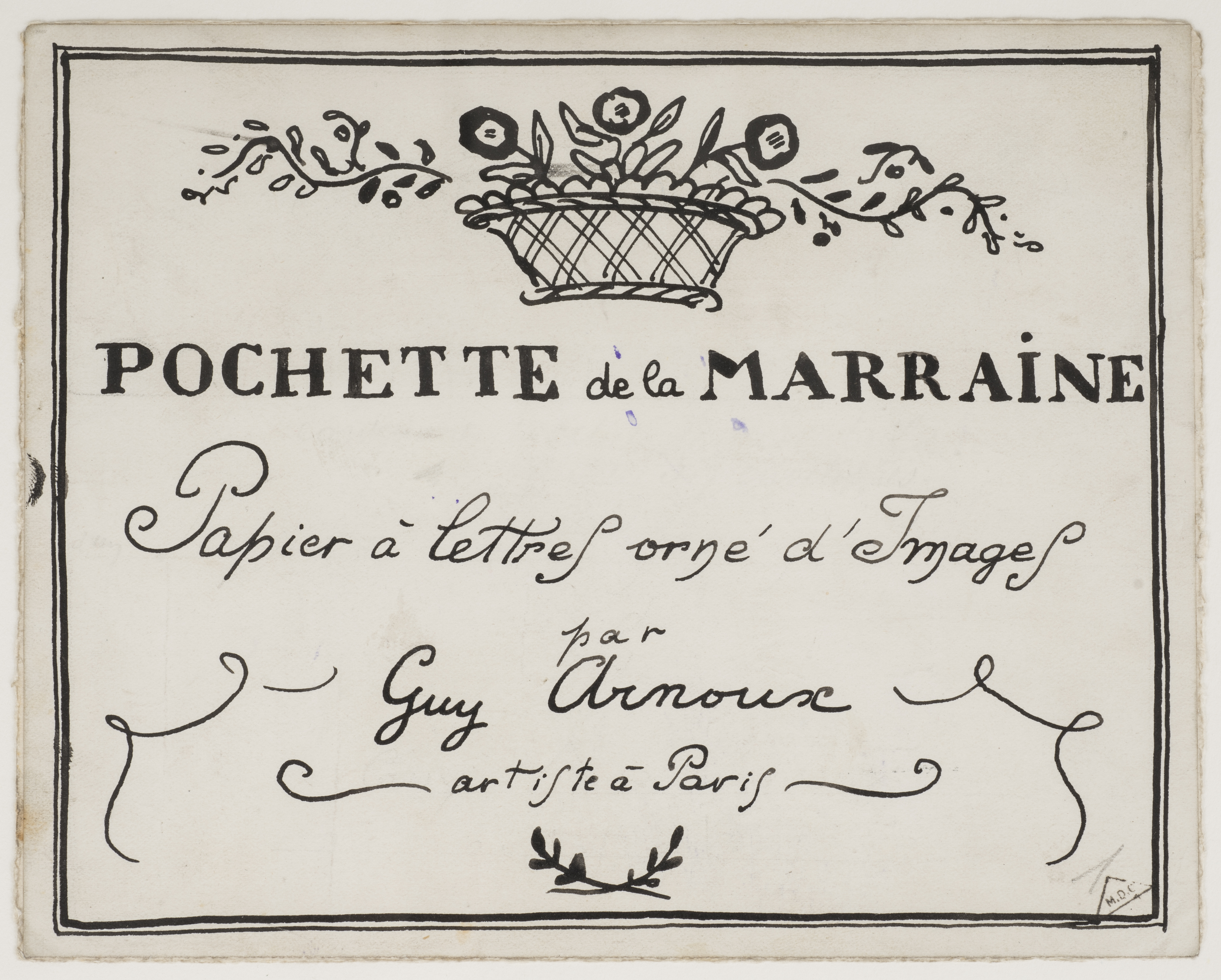
Guy ARNOUX, Pochette de la Marraine, papier à lettres orné d'images, 1916
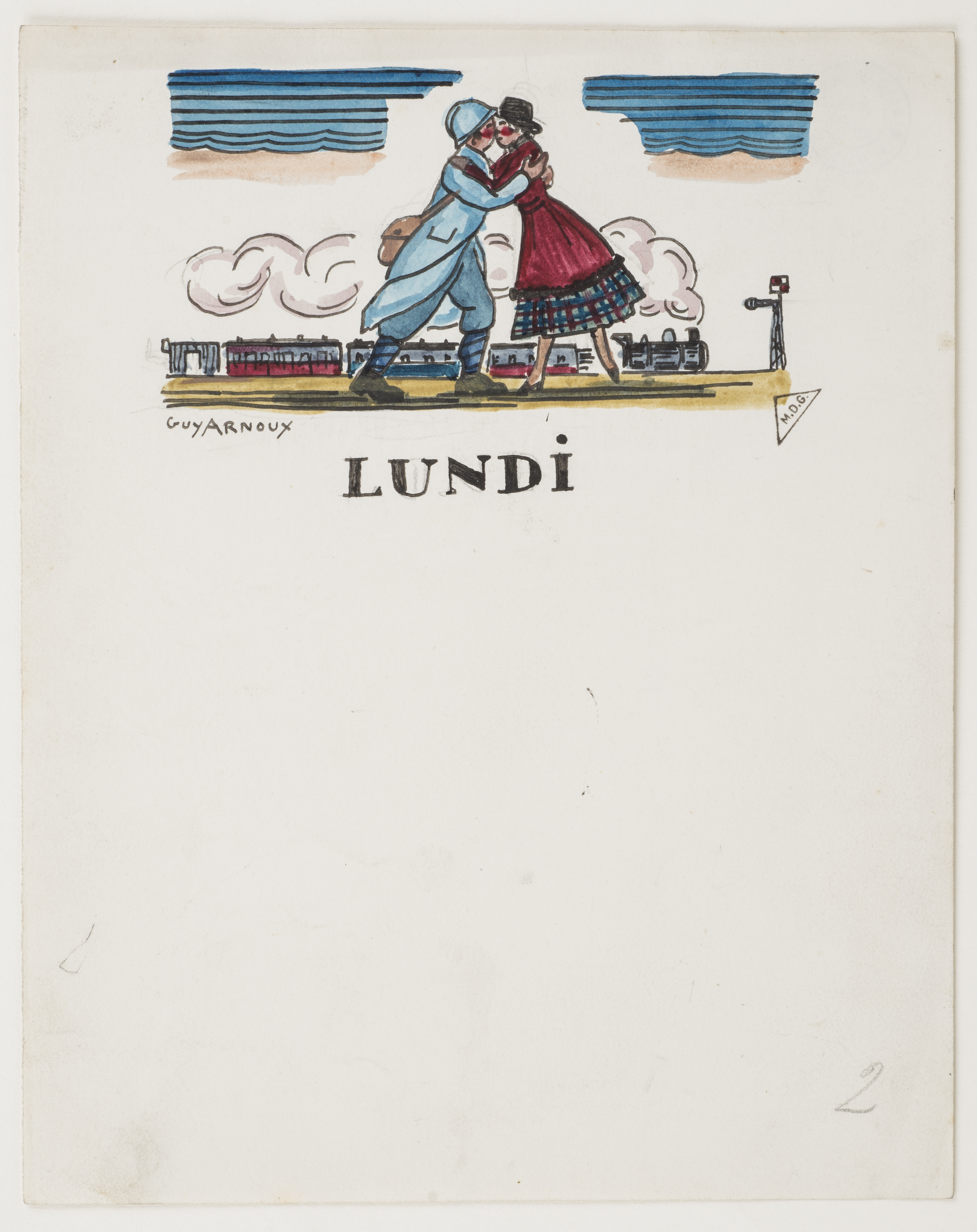
Guy ARNOUX, Pochette de la Marraine, Lundi, 1916
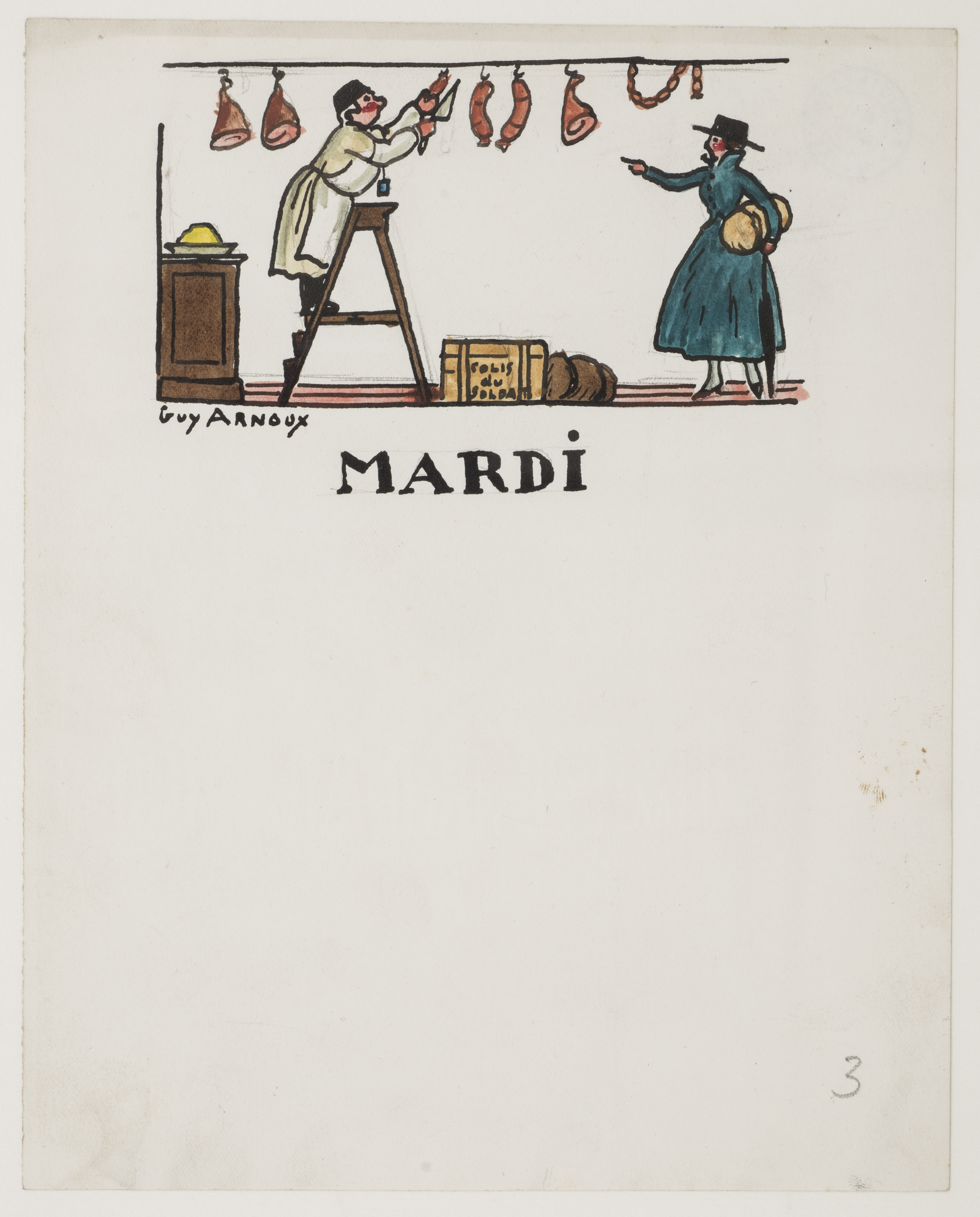
Guy ARNOUX, Pochette de la Marraine, Mardi, 1916
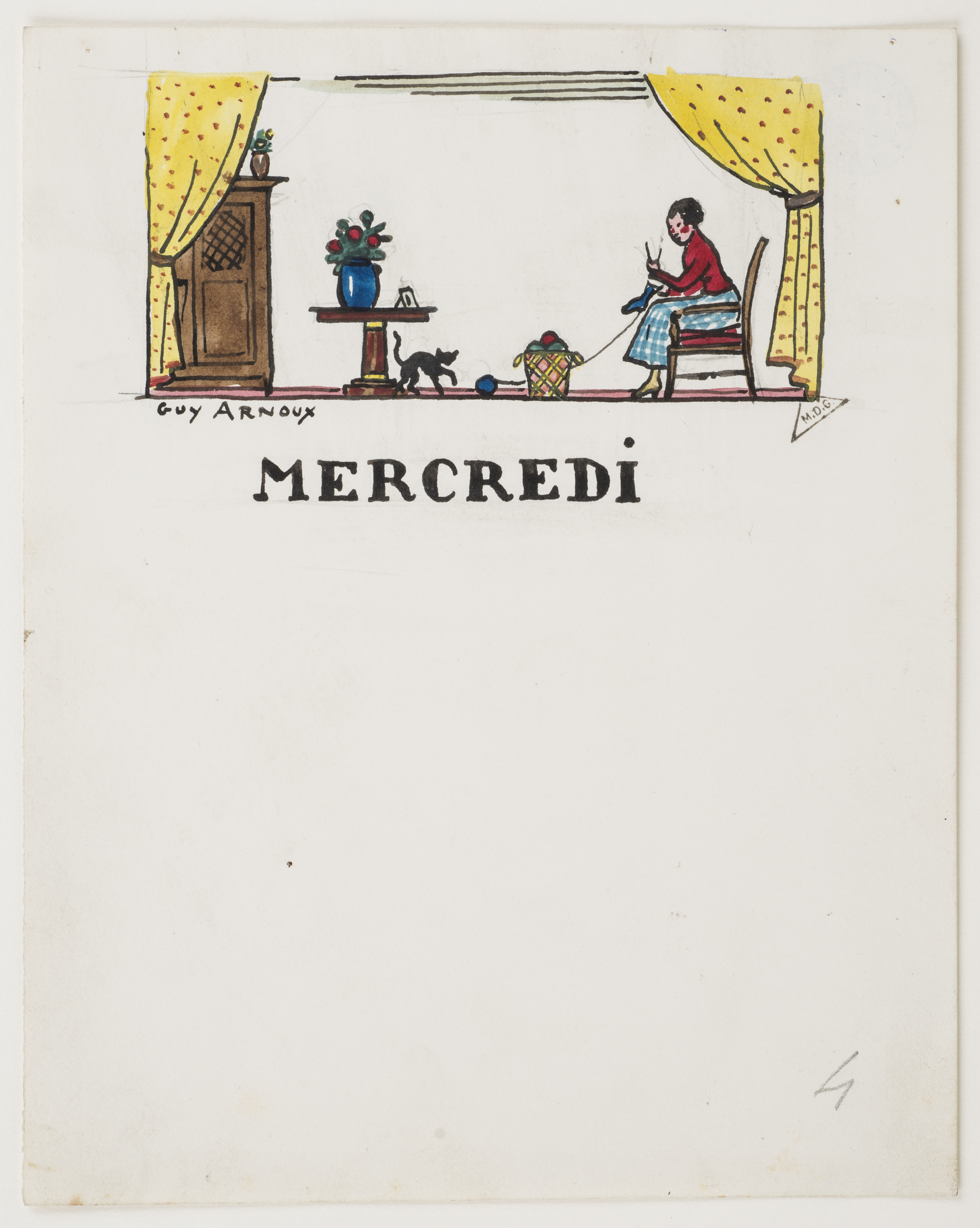
Guy ARNOUX, Pochette de la Marraine, Mercredi, 1916
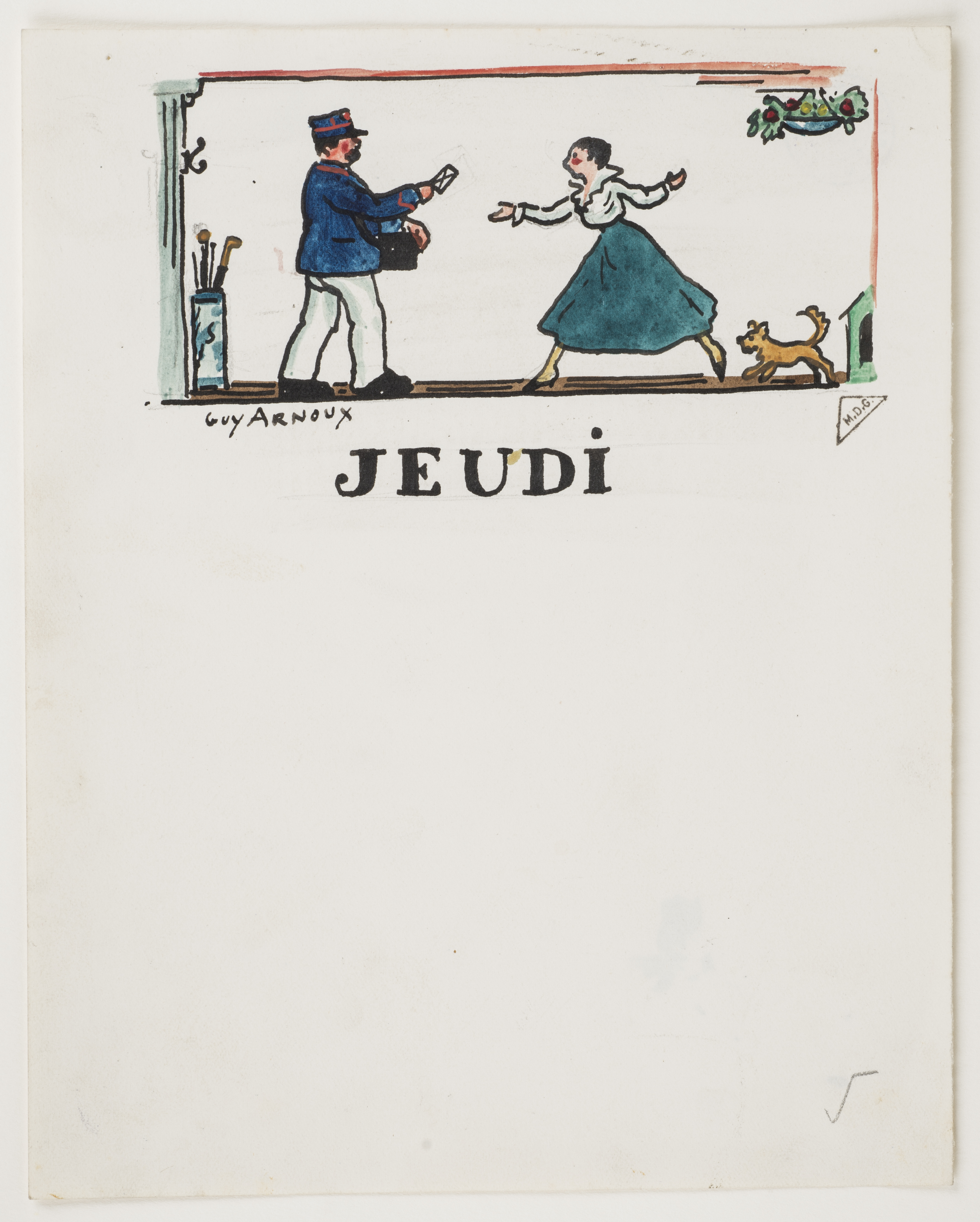
Guy ARNOUX, Pochette de la Marraine, Jeudi, 1916
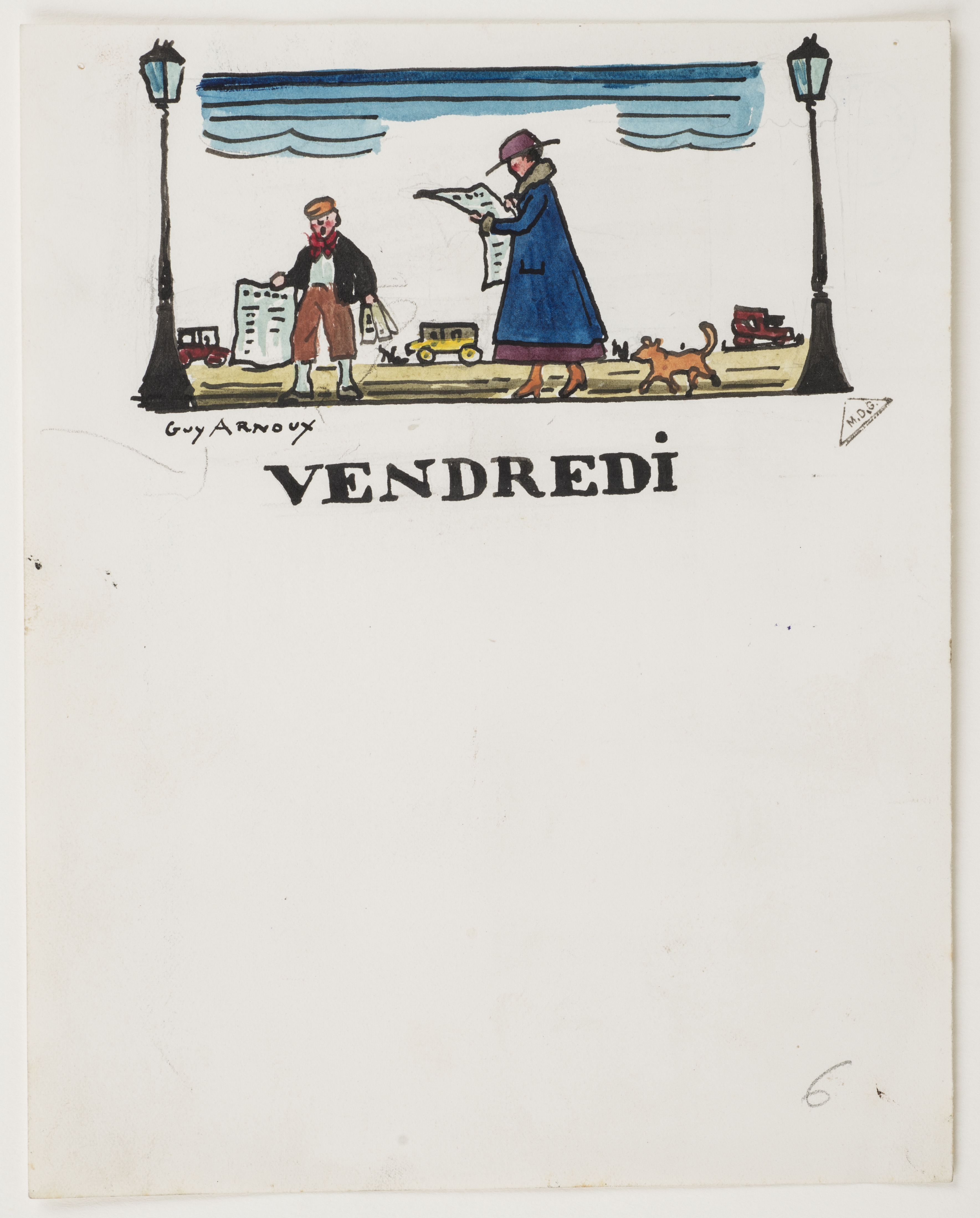
Guy ARNOUX, Pochette de la Marraine, Vendredi, 1916
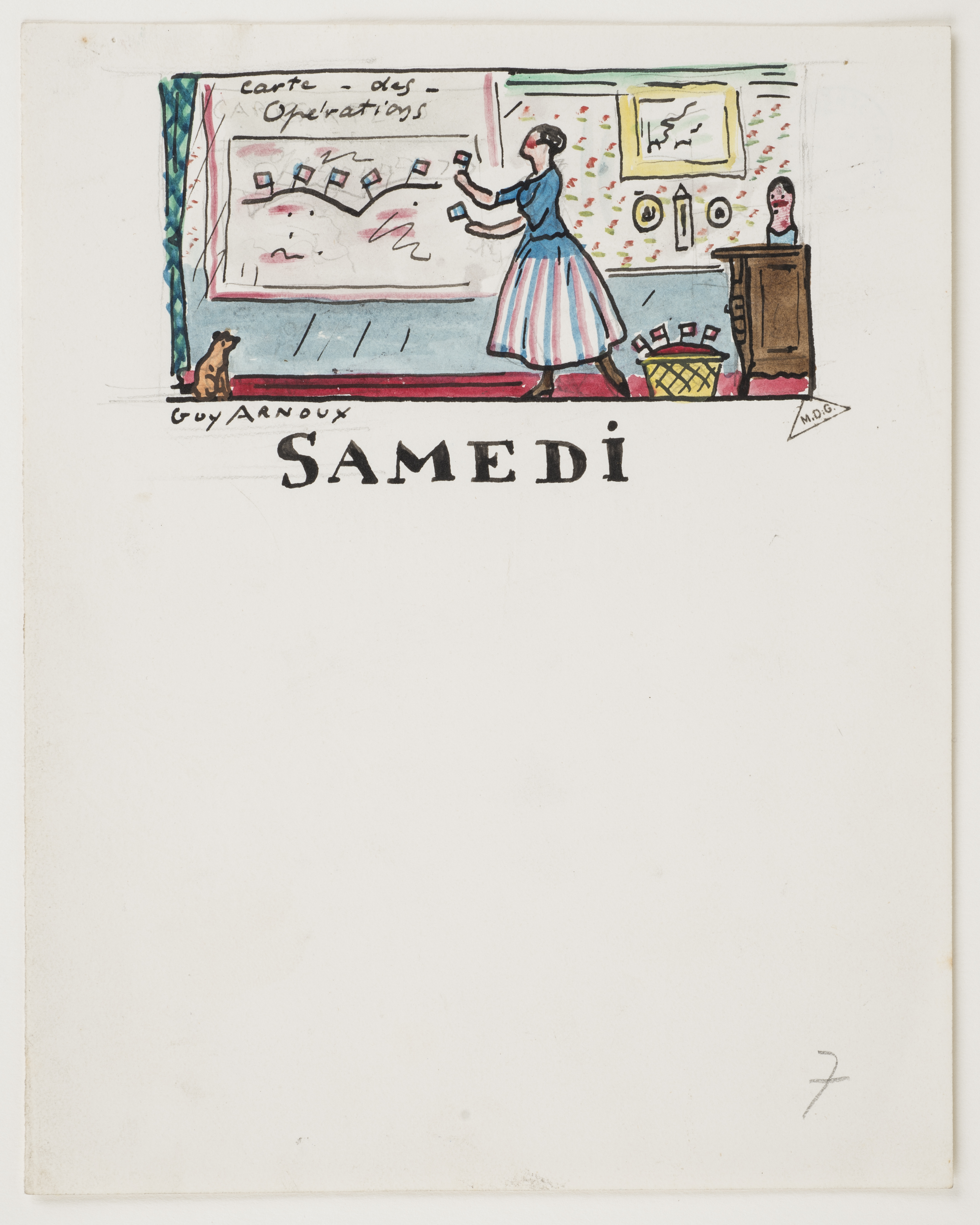
Guy ARNOUX, Pochette de la Marraine, Samedi, 1916
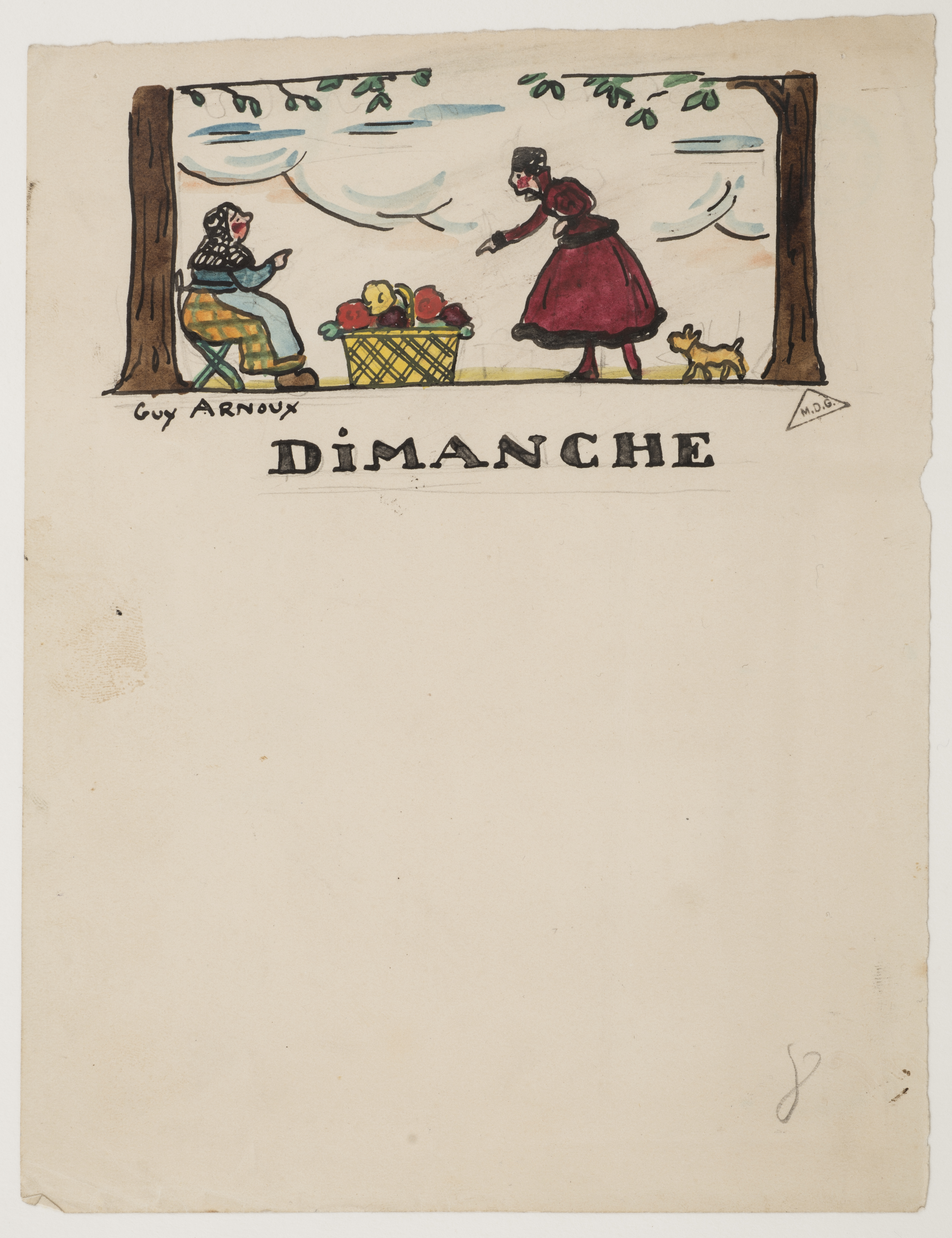
Guy ARNOUX, Pochette de la Marraine, Dimanche, 1916

### Illustrations de la vie quotidienne
Il collabore également à de nombreuses revues dont La Gazette du bon ton et La Baïonnette pour laquelle il produit pendant la guerre.
Les thèmes phares de son œuvre restent donc l’armée, la guerre, et le patriotisme, qu’il aborde de façon esthétique, sur un ton léger, voire humoristique. Il représente un art populaire, à la fois décoratif du quotidien et ancré dans un discours traditionnel. Ses œuvres sont en cela un témoignage vif et précieux du quotidien de la première moitié du XXe siècle et de l’impact de tous les grands bouleversements historiques sur cette période.

### Une œuvre humoristique
Ses illustrations patriotiques ont toujours un aspect humoristique, ce qui lui permet d’être très populaire et de forger la reconnaissance de son travail auprès d’une large partie du public.
En 1916, il collabore à l’exposition "La guerre et les humoristes" organisée par la Société des dessinateurs humoristes et la Société des Artistes humoristes, pour laquelle il réalise même l'affiche.
Il participe également au Salon de guerre des humoristes à la Galerie La Boétie Paris en 1926, dans lequel il présente un dessin intitulé Gloire aux soldats français.

## Peintre officiel de la Marine française
À la suite d'une blessure en 1918, il demande une affectation dans la Marine.
Il est nommé peintre officiel de la Marine et obtient le titre de « peintre du Département de la Marine » en 1921.

## Postérité
Il meurt en 1951, près d'Orléans, à Ardon, dans la propriété familiale dite La Rousselière, après une journée de chasse.

### Collection
Une grande partie de son œuvre, notamment ses estampes, sont conservées dans les fonds de La contemporaine.
On y trouve quelques-unes de ses œuvres mais aussi un ensemble significatif d’estampes, qui permet de saisir l’oeuvre de Guy Arnoux dans sa totalité.

## Ouvrages illustrés
- Le Dernier des Rochehaut de Henri Chervet, Paris, Devambez, 1920
- Le Soldat français dans les guerres, Paris, Société Littéraire de France, 1917
- Les Françaises, Quatre images allégoriques, Paris, Devambez, 1918
- Les Marins de France, sous patronage du Secrétariat d’État à la Marine, Draeger, 1918
- Chansons du marin français au temps de la marine en bois, Paris, Devambez, 1920
- Les Caractères observés par un vieux philosophe du haut de sa fenêtre, Chez Devambez, 1920
- La Peur de Mr Fierce, Claude Farrere, Le Livre 1922
- Essais sur le théâtre 1921-1922 de Jean des Vallières. (Six illustrations), aux Editions La Douce France, 1923
- Essais sur le théâtre 1923-1924 de Jean des Vallières. (Cinq illustrations), aux Editions La Douce France, 1925
- La Bataille, Claude Farrere, Mornay "Les beaux Livres" 1926
- Thomas l'agnelet gentilhomme de fortune, Claude Farrere, Javal et Bourdeaux 1927
- Les Silences du colonel Bramble, d'André Maurois, Jean Variot, 1928
- La belle Eugénie, de Marc Elder, Les éditions pittoresques, 1928
- Saint-cendre, Maurice Maindron, Mornay "Les beaux Livres" 1930
- Le Vitriol de lune, de Henri Beraud, Mornay "Les beaux Livres" 1931
- Les Œuvres de François Villon, Paris, Rombaldi, 1935
- L'Aigle de mer d'Édouard Peisson, Paris, Éditions de la nouvelle France, 1941
- Le Beau sergent du roi, de Henri Beraud, Éditions Littéraires de France 1941
- Napoléon III d'Octave Aubry, Paris, Fayard, collection Le Livre de demain, 22 bois originaux
- Main d'Arc, Jean de La Varende, Paris, Rombaldi, 1943
- L'Ancre de miséricorde de Pierre Mac Orlan, Paris, Éditions de la nouvelle France, 1944
- Souvenirs d’un paria, Les Mémoires de Sanson, d'Honoré de Balzac, Paris, 1944, pochoirs
- Terres de débat de Carton de Wiart, Paris, Éditions Littéraires de France, 1945
- Pontcarral de Albéric Cahuet, Paris, Mornay, 1946
- Pays d'Ouche, Jean de La Varende, Paris, Rombaldi, 1946
- Les Cavaliers sous les voûtes de Notre-Dame, Père de Reviers des Mauny, Esprit et Tradition, Daniel Deschênes, éditeur, Paris, 1946
- Le Bien-Aimé de Sacha Guitry, Paris, Editions Raoul Solar, 1950
- Les Temps ne sont plus... Souvenirs de vingt-cinq années de vénerie de Robert Villatte des Prûgnes, Moulins, Crépin-Leblond, 1951
- "Leclerc" de Charles Pichon, Paris, S.E.F.I., 1948

## Peintre officiel del'American Field Service
À l'issue de la guerre 1914-1918, l'American Field Service, devenu en 1917 une unité de l'US Army, adopte une iconographie représentant Gilbert du Motier de La Fayette et George Washington.
Ses volontaires ont en effet aidé la France en mémoire de l'aide française à la guerre d'indépendance américaine.

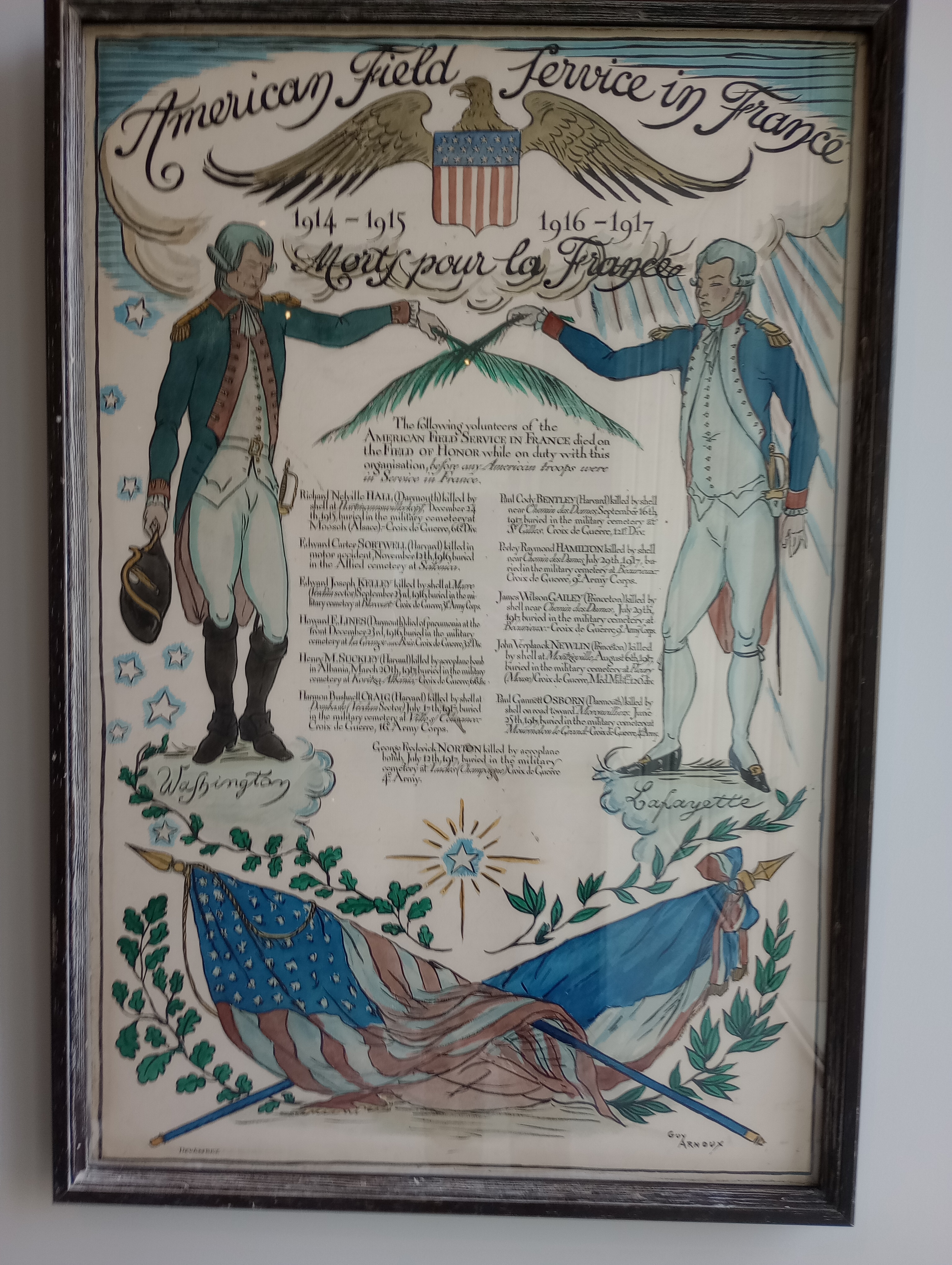
Affiche de l'American Field in France 1914-1915

Musée de Château de Blérancourt